# Svenska Häftstiftsfabriken
AB Svenska Häftstiftsfabriken, senare AB Svenska Häftstift, grundades 1936 med fabrik i Pålsboda och säte i Örebro av grosshandlaren i Örebro Fritz Johansson (1885– ). Företaget tillverkade häftstift, gem och påsklämmor. Det leddes från 1955 av Fritz Johanssons son Gunnar Bermark (1913–?) och senare av dennes son Christer Bermark (född 1942).
Tillverkningen skedde länge vid fabriken i Pålsboda som på 1980-talet hade 25-30 anställda, men bolagsledningen var placerad i Örebro. Företaget ägdes då av Gunnar Bermark.
I början av 2000-talet hade företaget namnet till trots slutat tillverka häftstift på grund av ökad konkurrens från Asien, men tillverkade fortfarande gem. Företaget flyttade år 2012 säte och kvarvarande tillverkning av gem till Mariannelund. Thure Bünger AB i Alvesta övertog 2013 AB Svenska Häftstifts tillverkning av gem.
AB Svenska Häftstift hade 2017 ingen verksamhet. Det ägdes 2014 av fastighetsbolaget Bruzahem AB i Mariannelund.

## Bilder

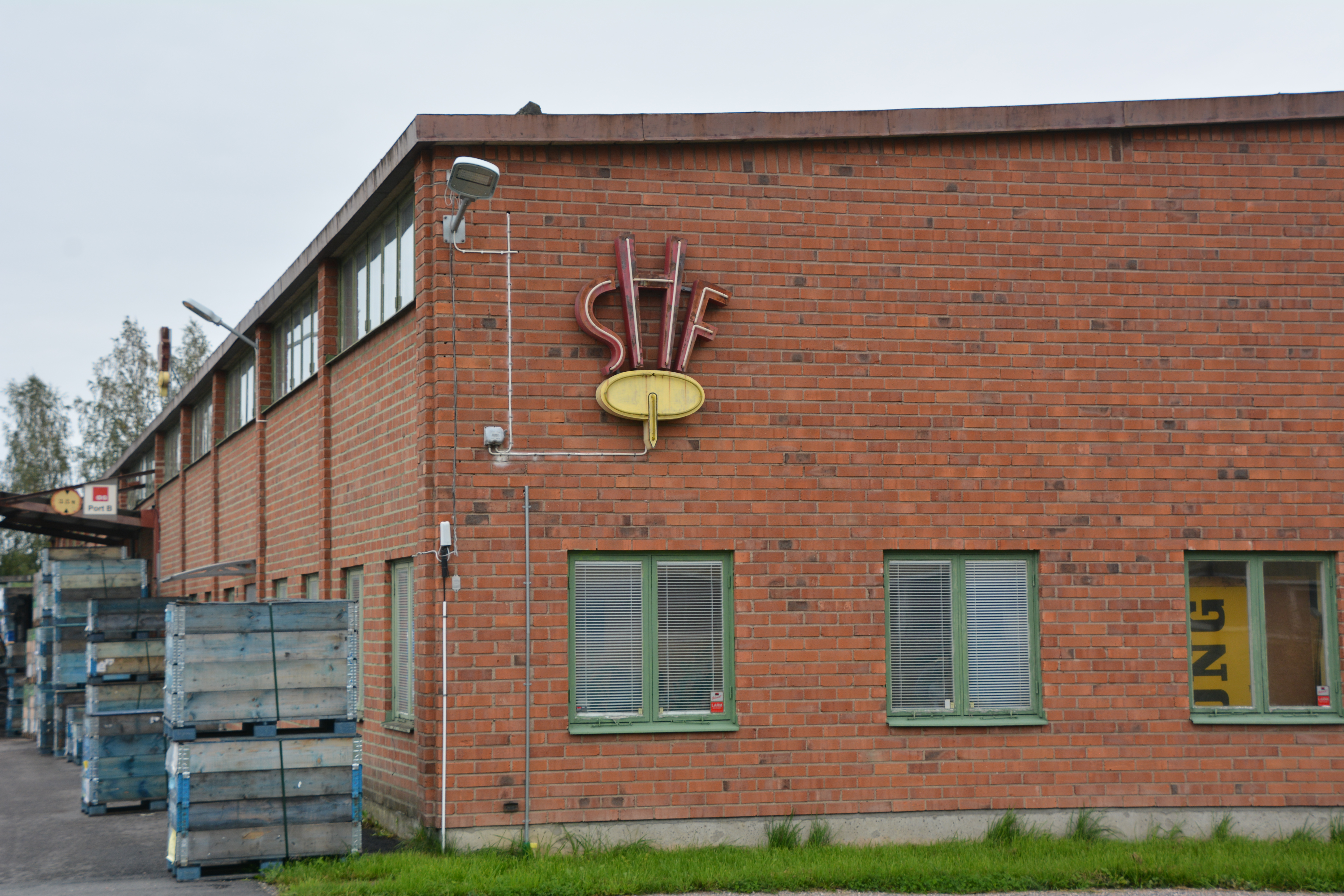
SHF:s fabrik i Pålsboda
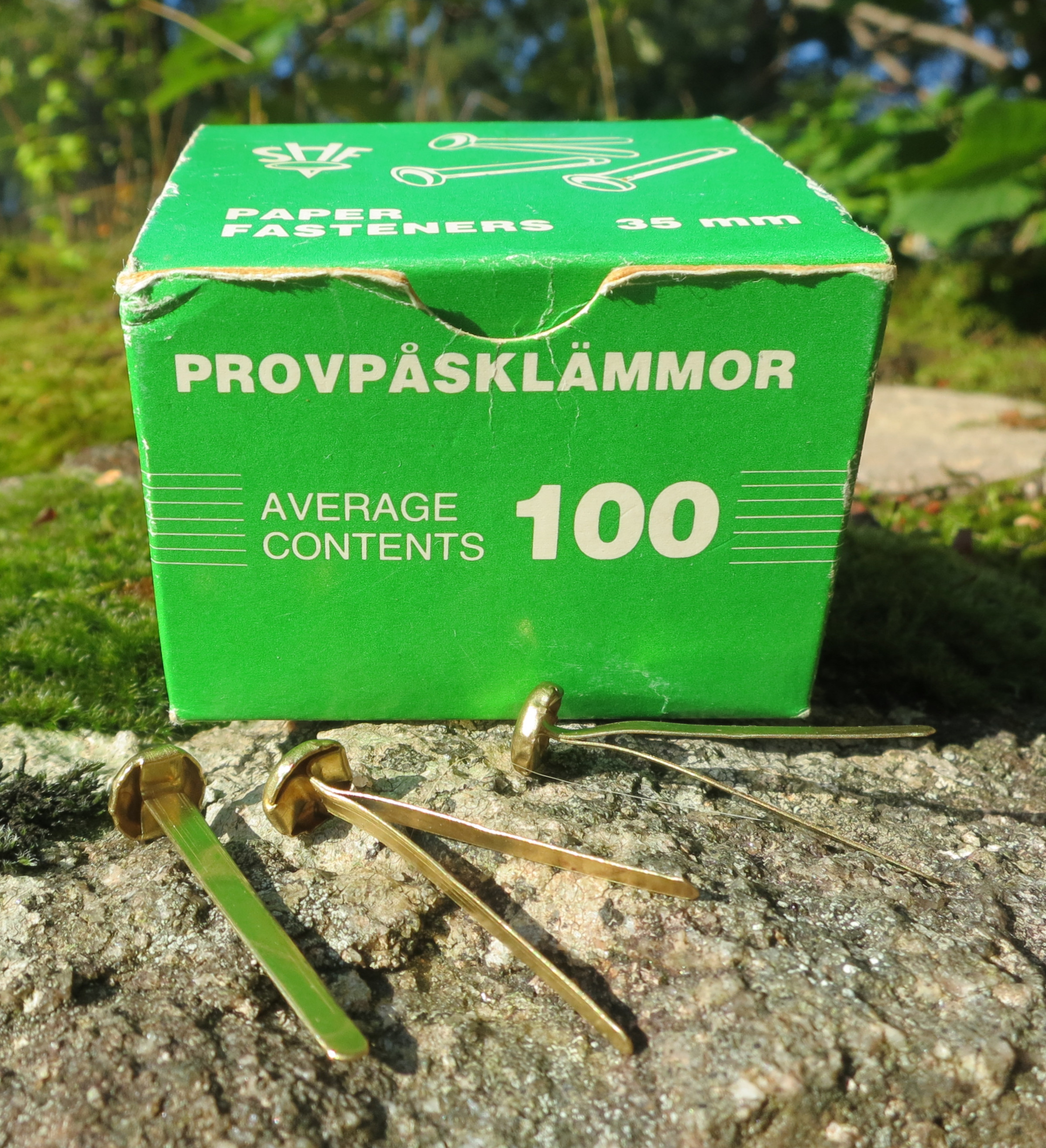
Påsklämmor tillverkade av SHF